# Nagroda Pulitzera w dziedzinie dramatu

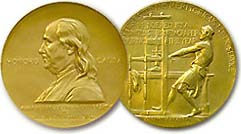
Medal Nagrody Pulitzera

Nagroda Pulitzera w dziedzinie dramatu – jedna z kategorii Nagrody Pulitzera, przyznawana za wybitne osiągnięcia w dziedzinie twórczości dramatycznej (teatralnej).

## Reguły
Nagroda Pulitzera w dziedzinie dramatu jest przyznawana za dzieło przeznaczone do wystawiania w teatrze. Zasadniczo wyróżnienie otrzymują literaci, ale z uwagi na fakt, że nagrodę przyznaje się także musicalom, w gronie laureatów znajdują się również muzycy i kompozytorzy. Kilkakrotnie Nagrodę Pulitzera w dziedzinie dramatu jednocześnie otrzymały za to samo dzieło więcej niż jedna osoba. Zdarzały się także przypadki pośmiertnego przyznania nagrody. Jonathan Larson, który zmarł 25 stycznia 1996, otrzymał w tym samym roku nagrodę za sztukę Rent. Nagroda w dziedzinie dramatu była wśród kategorii Nagrody Pulitzera od początku (w przeciwieństwie do nagrody w dziedzinie poezji), ale w 1917 roku jej nie przyznano. 
Niektórzy autorzy otrzymywali Nagrodę Pulitzera w dziedzinie dramatu kilkakrotnie. Rekordzistą był Eugene O’Neill, który został uhonorowany czterokrotnie: w 1920, 1922, 1928 i 1957. Robert E. Sherwood dostał wyróżnienie trzykrotnie, w 1936, 1939 i 1941, tak samo Edward Albee, nagrodzony w 1967, 1975 i 1994. George S. Kaufman (jako współautor) otrzymał nagrodę dwukrotnie (1932 i 1937), po dwa razy laureatami byli Thornton Wilder (1938 i 1943), Tennessee Williams (1948 i 1955), August Wilson (1987 i 1990) oraz Lynn Nottage (2009 i 2017). Archibald MacLeish otrzymał tylko jedno wyróżnienie w kategorii dramatu, ale miał jeszcze dwa w dziedzinie poezji za tomiki Conquistador (1933) i Collected Poems 1917–1952 (1953). Wspomniany Thornton Wilder poza tym dostał Nagrodę Pulitzera w kategorii prozy za powieść The Bridge of San Luis Rey (1927).

## Lista nagrodzonych
2. dekada XX wieku:
| Data | Autor                 | Tytuł              |
| ---- | --------------------- | ------------------ |
| 1917 | nagrody nie przyznano |                    |
| 1918 | Jesse Lynch Williams  | Why Marry?         |
| 1919 | nagrody nie przyznano |                    |
| 1920 | Eugene O’Neill        | Beyond the Horizon |

Lata dwudzieste:
| Data | Autor          | Tytuł                      |
| ---- | -------------- | -------------------------- |
| 1921 | Zona Gale      | Miss Lulu Bett             |
| 1922 | Eugene O’Neill | Anna Christie              |
| 1923 | Owen Davis     | Icebound                   |
| 1924 | Hatcher Hughes | Hell-Bent fer Heaven       |
| 1925 | Sidney Howard  | They Knew What They Wanted |
| 1926 | George Kelly   | Craig’s Wife               |
| 1927 | Paul Green     | In Abraham’s Bosom         |
| 1928 | Eugene O’Neill | Strange Interlude          |
| 1929 | Elmer Rice     | Street Scene               |
| 1930 | Marc Connelly  | The Green Pastures         |

Lata trzydzieste:
| Data | Autor                                           | Tytuł                      |
| ---- | ----------------------------------------------- | -------------------------- |
| 1931 | Susan Glaspell                                  | Alison’s House             |
| 1932 | George S. Kaufman, Morrie Ryskind, Ira Gershwin | Of Thee I Sing             |
| 1933 | Maxwell Anderson                                | Both Your Houses           |
| 1934 | Sidney Kingsley                                 | Men in White               |
| 1935 | Zoe Akins                                       | The Old Maid               |
| 1936 | Robert E. Sherwood                              | Idiot’s Delight            |
| 1937 | Moss Hart, George S. Kaufman                    | You Can’t Take It with You |
| 1938 | Thornton Wilder                                 | Nasze miasto               |
| 1939 | Robert E. Sherwood                              | Abe Lincoln in Illinois    |
| 1940 | William Saroyan                                 | The Time of Your Life      |

Lata czterdzieste:
| Data | Autor                                                        | Tytuł                                               |
| ---- | ------------------------------------------------------------ | --------------------------------------------------- |
| 1941 | Robert E. Sherwood                                           | There Shall Be No Night                             |
| 1942 | Nagrody nie przyznano                                        |                                                     |
| 1943 | Thornton Wilder                                              | The Skin of Our Teeth                               |
| 1944 | Nagrody nie przyznano                                        |                                                     |
| 1945 | Mary Chase                                                   | Harvey                                              |
| 1946 | Russel Crouse, Howard Lindsay                                | State of the Union                                  |
| 1947 | Nagrody nie przyznano                                        |                                                     |
| 1948 | Tennessee Williams                                           | A Streetcar Named Desire (Tramwaj zwany pożądaniem) |
| 1949 | Arthur Miller                                                | Death of a Salesman (Śmierć komiwojażera)           |
| 1950 | Richard Rodgers, Oscar Hammerstein II, Joshua Logan (writer) | South Pacific                                       |

Lata pięćdziesiąte:
| Data | Autor                                                      | Tytuł                                                    |
| ---- | ---------------------------------------------------------- | -------------------------------------------------------- |
| 1951 | Nagrody nie przyznano                                      |                                                          |
| 1952 | Joseph Kramm                                               | The Shrike                                               |
| 1953 | William Inge                                               | Picnic                                                   |
| 1954 | John Patrick                                               | The Teahouse of the August Moon                          |
| 1955 | Tennessee Williams                                         | Cat on a Hot Tin Roof (Kotka na gorącym blaszanym dachu) |
| 1956 | Albert Hackett, Frances Goodrich                           | The Diary of Anne Frank                                  |
| 1957 | Eugene O’Neill                                             | Long Day’s Journey into Night                            |
| 1958 | Ketti Frings                                               | Look Homeward, Angel                                     |
| 1959 | Archibald MacLeish                                         | J.B.                                                     |
| 1960 | Jerome Weidman, George Abbott, Jerry Bock, Sheldon Harnick | Fiorello!                                                |

Lata sześćdziesiąte:
| Data | Autor                      | Tytuł                                            |
| ---- | -------------------------- | ------------------------------------------------ |
| 1961 | Tad Mosel                  | All the Way Home                                 |
| 1962 | Frank Loesser, Abe Burrows | How to Succeed in Business Without Really Trying |
| 1963 | Nagrody nie przyznano      |                                                  |
| 1964 | Nagrody nie przyznano      |                                                  |
| 1965 | Frank D. Gilroy            | The Subject Was Roses                            |
| 1966 | Nagrody nie przyznano      |                                                  |
| 1967 | Edward Albee               | A Delicate Balance                               |
| 1968 | Nagrody nie przyznano      |                                                  |
| 1969 | Howard Sackler             | The Great White Hope                             |
| 1970 | Charles Gordone            | No Place to Be Somebody                          |

Lata siedemdziesiąte:
| Data | Autor                                                                           | Tytuł                                                 |
| ---- | ------------------------------------------------------------------------------- | ----------------------------------------------------- |
| 1971 | Paul Zindel                                                                     | The Effect of Gamma Rays on Man-in-the-Moon Marigolds |
| 1972 | Nagrody nie przyznano                                                           |                                                       |
| 1973 | Jason Miller                                                                    | That Championship Season                              |
| 1974 | Nagrody nie przyznano                                                           |                                                       |
| 1975 | Edward Albee                                                                    | Seascape                                              |
| 1976 | Michael Bennett, James Kirkwood, Nicholas Dante, Marvin Hamlisch, Edward Kleban | A Chorus Line                                         |
| 1977 | Michael Cristofer                                                               | The Shadow Box                                        |
| 1978 | Donald L. Coburn                                                                | The Gin Game                                          |
| 1979 | Sam Shepard                                                                     | Buried Child                                          |
| 1980 | Lanford Wilson                                                                  | Talley’s Folly                                        |

Lata osiemdziesiąte:
| Data | Autor                          | Tytuł                          |
| ---- | ------------------------------ | ------------------------------ |
| 1981 | Beth Henley                    | Crimes of the Heart            |
| 1982 | Charles Fuller                 | A Soldier’s Play               |
| 1983 | Marsha Norman                  | ’Night, Mother                 |
| 1984 | David Mamet                    | Glengarry Glen Ross            |
| 1985 | Stephen Sondheim, James Lapine | Sunday in the Park with George |
| 1986 | Nagrody nie przyznano          |                                |
| 1987 | August Wilson                  | Fences                         |
| 1988 | Alfred Uhry                    | Driving Miss Daisy             |
| 1989 | Wendy Wasserstein              | The Heidi Chronicles           |
| 1990 | August Wilson                  | The Piano Lesson               |

Lata dziewięćdziesiąte:
| Data | Autor                 | Tytuł                                    |
| ---- | --------------------- | ---------------------------------------- |
| 1991 | Neil Simon            | Lost in Yonkers                          |
| 1992 | Robert Schenkkan      | The Kentucky Cycle                       |
| 1993 | Tony Kushner          | Angels in America: Millennium Approaches |
| 1994 | Edward Albee          | Three Tall Women                         |
| 1995 | Horton Foote          | The Young Man from Atlanta               |
| 1996 | Jonathan Larson       | Rent                                     |
| 1997 | Nagrody nie przyznano |                                          |
| 1998 | Paula Vogel           | How I Learned to Drive                   |
| 1999 | Margaret Edson        | Wit                                      |
| 2000 | Donald Margulies      | Dinner with Friends                      |

1. dekada XXI wieku:
| Data | Autor                  | Tytuł                |
| ---- | ---------------------- | -------------------- |
| 2001 | David Auburn           | Proof                |
| 2002 | Suzan-Lori Parks       | Topdog/Underdog      |
| 2003 | Nilo Cruz              | Anna in the Tropics  |
| 2004 | Doug Wright            | I Am My Own Wife     |
| 2005 | John Patrick Shanley   | Doubt: A Parable     |
| 2006 | Nagrody nie przyznano  |                      |
| 2007 | David Lindsay-Abaire   | Rabbit Hole          |
| 2008 | Tracy Letts            | August: Osage County |
| 2009 | Lynn Nottage           | Ruined               |
| 2010 | Tom Kitt, Brian Yorkey | Next to Normal       |

2. dekada XXI wieku:
| Data | Autor                 | Tytuł                       |
| ---- | --------------------- | --------------------------- |
| 2011 | Bruce Norris          | Clybourne Park              |
| 2012 | Quiara Alegría Hudesi | Water by the Spoonful       |
| 2013 | Ayad Akhtar           | Disgraced                   |
| 2014 | Annie Baker           | The Flick                   |
| 2015 | Stephen Adly Guirgis  | Between Riverside and Crazy |
| 2016 | Lin-Manuel Miranda    | Hamilton                    |
| 2017 | Lynn Nottage          | Sweat                       |
| 2018 | Martyna Majok         | Cost of Living              |
| 2019 | Jackie Sibblies Drury | Fairview                    |
| 2020 | Michael R. Jackson    | A Strange Loop              |

3. dekada XXI wieku:
| Data | Autor        | Tytuł             |
| ---- | ------------ | ----------------- |
| 2021 | Katori Hall  | The Hot Wing King |
| 2022 | James Ijames | Fat Ham           |
| 2023 | Sanaz Toossi | English           |